# La Vérité sur mon mari
Pour plus de détails, voir Fiche technique et Distribution.
La Vérité sur mon mari (Assumed Killer) est un téléfilm américain écrit, produit et réalisé par Bernard Salzmann, diffusé en 2013.

## Fiche technique
- Titre original : Assumed Killer
- Titre français : La Vérité sur mon mari
- Réalisation : Bernard Salzmann
- Scénario : Bernard Salzmann
- Costumes : Amy Gavel
- Photographie : Bernard Salzmann
- Montage : Brett Hedlund
- Musique : Chad Rehmann
- Production : Barbie Castro et Bernard Salzmann
- Société de production : Concord Films
- Société de distribution : Marvista Entertainment
- Pays d'origine :  États-Unis
- Langue originale : anglais
- Genre : thriller
- Durée : 87 minutes
- Dates de diffusion :
  -  États-Unis : [Quand ?] sur [Laquelle ?]
  -  France : 15 octobre 2013 sur TF1

## Distribution
- Casper Van Dien (VF : Damien Boisseau[1]) : Sam Morrow
- Barbie Castro (VF : Nathalie Bienaimé[1]) : Daria Valdez Morrow
- Armand Assante : Aaron Banfield
- Christie Lynn Smith : Sara
- Eric Roberts : Chauffeur de taxi
- William R. Moses : Docteur Green
- Nancy Stafford : Docteur Weston
- Antoni Corone : Inspecteur Maurer
- Marc Macaulay (en) : Chef Grimaldi
- Carmen López : Clara
- John Verea : Noah
- Alexa Hamilton : Sophia Summerfield
- Cary Wayne Moore : Randy Summerfield
- Sydney Rouviere : Daria (5 ans)
- Taylor Castro : Daria (10 ans)
- Rey Hernandez et David Danello : Officiers
- Cristina Figarola : Madame Clayton
- Vivi Pineda et Carole Wood : Infirmières
- Miguel Martinez : Pompiste
- Miranda Khan et Bob Mayer : Présentateurs du journal
- Julie Kendall : Assistante sociale
- Steve Darron : Steve
- Gisselle Legere : Femme dans le taxi
- Wil Jackson : Officier de police
- W. Paul Bodie : Garde de sécurité
- Enrique Lopez : Serveur au restaurant
- Daniel Prince : Chauffeur
- Janet Carabelli : Sœur de Barbara Morrow
- Andrea Conte : Sandy